# Прогресс МС-24
«Прогресс МС-24» (№ 454) — космический транспортный грузовой корабль серии «Прогресс» запущен 23 августа 2023 года со стартового комплекса «Восток» (Площадка 31) космодрома Байконур по программе 85-й миссии снабжения Международной космической станции. Это 177-й полёт космического корабля серии «Прогресс» (из них 88 — к МКС).

## Подготовка к запуску
13 декабря 2022 года ТГК «Прогресс МС-24» был доставлен на технический комплекс космодрома Байконур для проведения штатной подготовки в соответствии с программой полёта Международной космической станции. После осмотра ТГК был переведён в режим хранения до начала непосредственной подготовки к запуску.
21 июня 2023 года начался заключительный этап наземной подготовки грузового корабля к полёту. Проведён внешний осмотр корабля и контроль исходного состояния бортовых систем, выполнена проверка механизмов развертывания панелей солнечных батарей и подготовка наземного оборудования к предстоящим электроиспытаниям. С 15 по 20 июля корабль прошёл пневмовакуумные испытания в безэховой камере для автоматизированного контроля герметичности отсеков и бортовых систем. 28 июля была проведена контрольная засветка солнечных батарей системы бортового электропитания корабля. 6 августа были выполнены технологические операции по сборке головного обтекателя для ракеты-носителя «Союз-2.1а». 15 августа проведена стыковка корабля с переходным отсеком ракеты-носителя «Союз-2.1а», 16 августа — накатка головного обтекателя на грузовой корабль. 18 августа проведена общая сборка ракеты космического назначения «Союз-2.1а» с грузовым кораблем «Прогресс МС-24». На ракету-носитель «Союз» нанесены изображения, посвященные 300-летию города Екатеринбург и 100-летию выдающегося ученого и конструктора межконтинентальных баллистических ракет, носителей и космических аппаратов Владимира Уткина. 20 августа ракета космического назначения «Союз-2.1а» с грузовым кораблем «Прогресс МС-24» была транспортирована на стартовый комплекс 31-й площадки космодрома Байконур.

## Полёт
23 августа 2023 года в 04:08:10,412 по московскому времени с 31-й площадки космодрома Байконур проведён пуск ракеты-носителя «Союз-2.1а» с грузовым кораблем «Прогресс МС-24». Выведение корабля на заданную орбиту, его отделение от третьей ступени ракеты, раскрытие антенн и панелей солнечных батарей корабля прошли в штатном режиме.
Программа полёта корабля проходила по стандартной двухсуточной схеме сближения с МКС. 25 августа в 06:45:18 мск «Прогресс МС-24» пристыковался к служебному модулю «Звезда» российского сегмента Международной космической станции. С 1978 года это была 185-я стыковка кораблей семейства «Прогресс» к орбитальным станциям, в том числе 90-я — с МКС.
8 сентября корабль своими двигателями скорректировал орбиту МКС для обеспечения стыковки пилотируемого корабля «Союз МС-24» и расстыковки «Союза МС-23». 29 сентября, 19 октября и 10 ноября (в 00:11 мск) корабль скорректировал орбиту МКС для формирования баллистических условий перед выведением на орбиту грузового корабля «Прогресс МС-25» (запуск в декабре 2023 года). Также 10 ноября в 18:07 мск корабль провёл манёвр уклонения Международной космической станции от возможного столкновения с космическим мусором. 23 декабря 2023 года, 12 и 27 января 2024 года «Прогресс МС-24» скорректировал орбиту полёта МКС для обеспечения пересменки пилотируемых кораблей «Союз» — отстыковки ТПК «Союз МС-24» и пристыковки ТПК «Союз МС-25», приземление и запуск которых запланировано весной 2024 года. 6 февраля проведена дозаправка баков функционально-грузового блока «Заря» 46 кг горючего и 84 кг окислителя из баков корабля «Прогресс МС-24».
13 февраля в 05:09:30 по московскому времени грузовой корабль «Прогресс МС-24» отстыковался от служебного модуля «Звезда» российского сегмента Международной космической станции. В 08:17 мск были включены двигатели «Прогресса МС-24» на торможение для сведения с орбиты, в результате чего корабль вошёл в атмосферу и разрушился. Несгоревшие элементы конструкции корабля упали в несудоходном районе южной части Тихого океана.

## Груз
Масса доставляемого груза составил 2495 кг, включая:
- 500 кг топлива в баках дозаправки,
- 420 кг питьевой воды,
- 40 кг сжатого азота[13].

В грузовом отсеке «Прогресса МС-24» также доставлено 1 535 кг ресурсного оборудования и инструментов, медицинских средств, продуктов питания, укладки для проведения космических экспериментов «Ураган», «Терминатор», «Кардиовектор», «Спланх», «Виртуал», «ОМИКи-СПК», «Пилот-Т», «Лазма», «Взаимодействие-2», «Асептик», «Биомаг-М», «Структура», «Пробиовит», «Биодеградация», «Сепарация» и «Фототропизм». Грузовик доставил предметы одежды, продукты питания и санитарно-гигиенические средства для обеспечения работы и жизнедеятельности экипажа длительной экспедиции МКС-69.